# Neuromance
Neuromance es el álbum de la banda italiana de cyberpunk Dope Stars Inc. lanzado el 22 de agosto de 2005 por Trisol Records. Producido por Thomas Rainer y John Fryer.

## Listado de canciones

### Code Capricorn // Rise of the Machines
1. "10.000 Watts" – 3:12
2. "Infection 13" – 3:29
3. "Platinum Girl" – 3:36
4. "Make a Star" – 4:53
5. "Vyperpunk" – 4:06
6. "Generation Plastic" – 5:03

### Code Saturn // Ultraviolent E-Volution
1. "Rebel Riot" – 4:43
2. "Theta Titanium" – 6:25
3. "Self Destuctive Corp." – 4:14
4. "Plug 'N' Die" – 6:15

### Code Cancer // Epicentre Gigahertz
1. "Defcon 5" – 4:29
2. "Trance-Former" – 4:10
3. "C-Beams" – 4:48

## Lista de canciones - Disco 2
1. "I'm Overdriven" (Exclusive Track) – 4:17
2. "Kiss" (Cover Version) (London After Midnight cover) – 5:12
3. "Right Here in My Arms" (Cover Version) (HIM cover) – 4:04
4. "10.000 Watts" (Funker Vogt Remix) – 4:10
5. "Vyperpunk" (Deathstars Remix) – 3:58
6. "Make a Star" (Siderartica Version) – 3:55
7. "Self Destructive Corp." (Mortiis Remix) – 4:24
8. "10.000 Watts" (Punto Omega Remix)
9. "Generation Plastic" (Carmilla Remix) – 5:26
10. "Make a Star" (High Level Static Remix) – 4:16
11. "10.000 Watts" (Needleye Remix) – 3:12
12. "Make a Star" (Esoterica Remix) – 3:43
13. "Plug 'N' Die" (Underwater Pilots Remix) – 4:10
14. "Make a Star" (Sundealers Remix) – 3:56
15. "Platinum Girl" (Endraum Remix) – 3:30
16. "Infection 13" (DJmO feat. S. Luzie Remix) – 3:36
17. "Generation Plastic" (Pilori Remix) – 4:05
18. "Vyperpunk" (Spiritual Front Version) – 3:55

## Personal

### Músicos
- Victor Love - vocales, guitarra, sintetizadores, programación, producción.
- Alex Vega - guitarra.
- Darin Yevonde - bajo.
- Grace Khold - teclados.

### Productores
- John Fryer - Producción
- Thomas Rainer - Producción

## Lanzamiento
| Región         | Fecha                | Sello              | Formato              |
| -------------- | -------------------- | ------------------ | -------------------- |
| Mundial        | 22 de agosto de 2005 | Metropolis Records | Descarga digital     |
| Estados Unidos | 22 de agosto de 2005 | Metropolis Records | CD, descarga digital |
| Canadá         | 22 de agosto de 2005 | Metropolis Records | CD, descarga digital |
| Europa         | 22 de agosto de 2005 | Trisol Music Group | CD, descarga digital |
| Japón          | 22 de agosto de 2005 | Deathwatch Asia    | CD, descarga digital |
| Italia         | 22 de agosto de 2005 | Subsound Records   | CD, descarga digital |

## Enlaces
- Dope Stars Inc. Site Oficial
- Dope Stars Inc. Myspace Oficial
- Dope Stars Inc. Street Team
- Dope Stars Inc. en Vampire Freaks Archivado el 30 de junio de 2007 en Wayback Machine.

- Datos: Q4348739